# Kar (rimski cesar)
Mark Avrelij Kar (latinsko Marcus Avrelius Carus) je bil leta 282 in 283 cesar Rimskega cesarstva, * okoli 222, Narbona, Narbonska Galija, † julij ali avgust 283, Sasanidsko cesarstvo.
Med svojim kratkim vladanjem se je uspešno vojskoval z germanskimi plemeni in Sarmati ob donavski meji cesarstva. Umrl je naravne smrti ali morda zaradi udara strele na pohodu proti perzijskemu  Sasanidskemu cesarstvu. Nasledila sta ga sinova Karin in Numerijan. Njegova dinastija je bila kratkoživa, vendar je zagotovila stabilnost Rimskega imperija.

## Življenje
Kar, ki se je pred prihodom na prestol morda imenoval Mark Numerij Kar, je bil po različnih virih rojen v Galiji, Iliriku ali Afriki. Sodobni zgodovinarji stara mnenja odklanjajo in trdijo, da je bil rojen v Narboni v Narbonski Galiji, šolal pa se je v Rimu. O njegovem življenju in vladanju je malo zanesljivih podatkov. Zaradi upada književnosti, umetnosti in pomanjkanja dobrih zgodovinarjev v krizi tretjega stoletja, so skoraj vsi podatki vprašljivi in protislovni. Očitno je bil senator in zasedal različne civilne in vojaške položaje, preden ga je cesar Prob leta 282 imenoval za prefekta pretorijske straže.
Njegov pristop na prestol avgusta ali septembra 282 opisujeta dve izročili. Po nekaterih pretežno latinskih pripovedih  so ga za cesarja razglasili vojaki po uporu in umoru cesarja Proba v Sirmiju. Grški viri trdijo, da se je v Retiji uprl Probu in ga ukazal umoriti. Pogosto nezanesljiva Historia Augusta se zaveda razlik v obojih virih, vendar daje prednost prvim. Zdi se, da se po zasedbi cesarskega položaja ni vrnil v Rim in se zadovoljil z objavo  senatu. To je bil izrazit odmik od ustavnosti njegovih neposrednih predhodnikov Tacita in Proba, ki sta vsaj navzven spoštovala avtoriteto senata. Odmik je bil predhodnica še bolj despotske vojaške avtokracije cesarja Dioklecijana.

### Pohod proti Sasanidom in smrt
Kar je svojima sinovoma podelil naslov cezar. Karina je pustil v zahodnem delu cesarstva, da bi se ukvarjal z nemiri v Galiji, Numerijana pa je vzel s seboj na pohod proti Perzijcem, ki ga je načrtoval že njegov predhodnik Prob. Kar je najprej resno porazil Kvade in Sarmate ob Donavi in zato dobil vzdevek Germanicus Maximus. Pohod je nadaljeval preko Trakije in Anatolije, osvojil Mezopotamijo, pritisnil na Selevkijo in Ktezifon in nato prečkal Tigris.
Sasanidski šah Bahram II., omejen z notranjo opozicijo in vojsko na pohodu v sedanji Afganistan, ni mogel učinkovito braniti svojega ozemlja. Karova vojska je zaradi šibke obrambe morda zasedla sasanidsko prestolnico Ktezifon. Karove zmage so bile maščevanje za vse prejšnje rimske poraze proti Sasanidom, on sam pa je dobil naslov Persicus Maximus. Rimska pričakovanja o nadaljnjem osvajanju je prekinila njegova smrt. Umrl je na sasanidskem ozemlju, verjetno nenaravne smrti, saj naj bi ga udarila strela.

## Zapuščina
Tako kot Trajanova osvajanja 160 let pred tem, je Karove  pridobitve takoj izničil njegov naslednik. Numerijana, ki je bil nebojevita oseba, je vojska prisilila, da se je umaknil čez Tigris. Poročilo o udaru strele in Karovi smrti je bilo v taboru očitno splošno sprejeto  in vraževerni vojaki so ju propisali jezi bogov. Med vojaki so se širile govorice o mračnih prerokbah, ki so meje cesarstva postavile na Tigris in grozile z uničenjem Rimljanov, ki bi se drznili z orožjem prečkati reko. Perzija je bila prepuščena svojim zakonitim posestnikom do Dioklecijana, ki je desetletje kasneje s prepričljivo zmago obrnil spor s Perzijo v rimsko korist.
V civilnih zadevah je Kar znan predvsem po dokončnem uničenju oblasti senata, ki je bila pred tem delno obnovljena pod Tacitom in Probom. Odklonil je ratifikacijo svoje izvolitve v senatu in ga o tem obvestil z ošabno in hladno depešo. Bil je zadnji cesar, ki je združeval civilno in vojaško izobrazbo v obdobju, ko sta bili vedno bolj ločeni. Dioklecijan (vladal 284–305) je po kratki vladavini Karovih sinov potrdil in formaliziral ločitev profesij in postavil avtokratske temelje cesarske vladavine. 

## Družinsko drevo
|                                       |                                       |                                       |                                       |                                       |                                       |  |  |                           |                           |                           |                           |                           |                           |  |  |                           |                           |                           |                           |                           |                           |  |  |                                            |                                            |                                            |                                            |                                            |                                            |  |  |                            |                            |                            |                            |                            |                            |  |  |                                                |                                                |                                                |                                                |                                                |                                                |  |  |  |  |  |  |  |  |  |  |  |  |  |  |  |  |  |  |  |  |  |  |  |  |  |  |  |  |
|                                       |                                       |                                       |                                       |                                       |                                       |  |  |                           |                           |                           |                           |                           |                           |  |  |                           |                           |                           |                           |                           |                           |  |  |                                            |                                            |                                            |                                            |                                            |                                            |  |  |                            |                            |                            |                            |                            |                            |  |  |                                                |                                                |                                                |                                                |                                                |                                                |  |  |  |  |  |  |  |  |  |  |  |  |  |  |  |  |  |  |  |  |  |  |  |  |  |  |  |  |
| predhodnik Tacit Rimski cesar 275–276 | predhodnik Tacit Rimski cesar 275–276 | predhodnik Tacit Rimski cesar 275–276 | predhodnik Tacit Rimski cesar 275–276 | predhodnik Tacit Rimski cesar 275–276 | predhodnik Tacit Rimski cesar 275–276 |  |  | Florijan Rimski cesar 276 | Florijan Rimski cesar 276 | Florijan Rimski cesar 276 | Florijan Rimski cesar 276 | Florijan Rimski cesar 276 | Florijan Rimski cesar 276 |  |  | Prob Rimski cesar 276–282 | Prob Rimski cesar 276–282 | Prob Rimski cesar 276–282 | Prob Rimski cesar 276–282 | Prob Rimski cesar 276–282 | Prob Rimski cesar 276–282 |  |  | Kar Rimski cesar 282–283                   | Kar Rimski cesar 282–283                   | Kar Rimski cesar 282–283                   | Kar Rimski cesar 282–283                   | Kar Rimski cesar 282–283                   | Kar Rimski cesar 282–283                   |  |  |                            |                            |                            |                            |                            |                            |  |  | next Dioklecijan Rimski cesar 284–305 ∞ Priska | next Dioklecijan Rimski cesar 284–305 ∞ Priska | next Dioklecijan Rimski cesar 284–305 ∞ Priska | next Dioklecijan Rimski cesar 284–305 ∞ Priska | next Dioklecijan Rimski cesar 284–305 ∞ Priska | next Dioklecijan Rimski cesar 284–305 ∞ Priska |  |  |  |  |  |  |  |  |  |  |  |  |  |  |  |  |  |  |  |  |  |  |  |  |  |  |  |  |
| predhodnik Tacit Rimski cesar 275–276 | predhodnik Tacit Rimski cesar 275–276 | predhodnik Tacit Rimski cesar 275–276 | predhodnik Tacit Rimski cesar 275–276 | predhodnik Tacit Rimski cesar 275–276 | predhodnik Tacit Rimski cesar 275–276 |  |  | Florijan Rimski cesar 276 | Florijan Rimski cesar 276 | Florijan Rimski cesar 276 | Florijan Rimski cesar 276 | Florijan Rimski cesar 276 | Florijan Rimski cesar 276 |  |  | Prob Rimski cesar 276–282 | Prob Rimski cesar 276–282 | Prob Rimski cesar 276–282 | Prob Rimski cesar 276–282 | Prob Rimski cesar 276–282 | Prob Rimski cesar 276–282 |  |  | Kar Rimski cesar 282–283                   | Kar Rimski cesar 282–283                   | Kar Rimski cesar 282–283                   | Kar Rimski cesar 282–283                   | Kar Rimski cesar 282–283                   | Kar Rimski cesar 282–283                   |  |  |                            |                            |                            |                            |                            |                            |  |  | next Dioklecijan Rimski cesar 284–305 ∞ Priska | next Dioklecijan Rimski cesar 284–305 ∞ Priska | next Dioklecijan Rimski cesar 284–305 ∞ Priska | next Dioklecijan Rimski cesar 284–305 ∞ Priska | next Dioklecijan Rimski cesar 284–305 ∞ Priska | next Dioklecijan Rimski cesar 284–305 ∞ Priska |  |  |  |  |  |  |  |  |  |  |  |  |  |  |  |  |  |  |  |  |  |  |  |  |  |  |  |  |
|                                       |                                       |                                       |                                       |                                       |                                       |  |  |                           |                           |                           |                           |                           |                           |  |  |                           |                           |                           |                           |                           |                           |  |  |                                            |                                            |                                            |                                            |                                            |                                            |  |  |                            |                            |                            |                            |                            |                            |  |  |                                                |                                                |                                                |                                                |                                                |                                                |  |  |  |  |  |  |  |  |  |  |  |  |  |  |  |  |  |  |  |  |  |  |  |  |  |  |  |  |
|                                       |                                       |                                       |                                       |                                       |                                       |  |  |                           |                           |                           |                           |                           |                           |  |  |                           |                           |                           |                           |                           |                           |  |  | Karin Rimski cesar 282–284 ∞ Magnia Urbika | Karin Rimski cesar 282–284 ∞ Magnia Urbika | Karin Rimski cesar 282–284 ∞ Magnia Urbika | Karin Rimski cesar 282–284 ∞ Magnia Urbika | Karin Rimski cesar 282–284 ∞ Magnia Urbika | Karin Rimski cesar 282–284 ∞ Magnia Urbika |  |  | Numerijan so-cesar 282–284 | Numerijan so-cesar 282–284 | Numerijan so-cesar 282–284 | Numerijan so-cesar 282–284 | Numerijan so-cesar 282–284 | Numerijan so-cesar 282–284 |  |  | Galerija Valerija                              | Galerija Valerija                              | Galerija Valerija                              | Galerija Valerija                              | Galerija Valerija                              | Galerija Valerija                              |  |  |  |  |  |  |  |  |  |  |  |  |  |  |  |  |  |  |  |  |  |  |  |  |  |  |  |  |

### Primarni viri
- Avrelij Viktor, Epitome de Caesaribus
- Eutropius, Breviarium ab urbe condita
- Historia Augusta, Life of Carus, Carinus and Numerian
- Joannes Zonaras, Compendium of History extract: Zonaras: Alexander Severus to Diocletian: 222–284

### Sekundarni viri
- Leadbetter, William, "Carus (282–283 A.D.)", DIR
- Jones, A.H.M.; J.R. Martindale; J. Morris (1971). The Prosopography of the Later Roman Empire Volume 1: A.D. 260–395. Cambridge University Press. ISBN 0-521-07233-6.
- Potter, David (2013). Constantine the Emperor. Oxford University Press. ISBN 978-0199755868.
- Southern, Pat. The Roman Empire from Severus to Constantine, Routledge, 2001
- Gibbon. Edward Decline & Fall of the Roman Empire (1888)
- Ta članek vključuje besedilo iz publikacije, ki je zdaj v javni domeni: Chisholm, Hugh, ur. (1911). »Carus, Marcus Aurelius«. Enciklopedija Britannica (v angleščini) (11. izd.). Cambridge University Press.

| Vladarski nazivi           | Vladarski nazivi                        | Vladarski nazivi            |
| -------------------------- | --------------------------------------- | --------------------------- |
| Predhodnik: Prob           | Rimski cesar 282–283 Z: Karinom (283)   | Naslednik: Karin, Numerijan |
| Politične funkcije         |                                         |                             |
| Predhodnik: Prob, Viktorin | Konzul Rimskega cesarstva 283 z Karinom | Naslednik: Karin, Numerijan |